# NHL Plus/Minus Award
NHL Plus/Minus Award er en pris der årligt gives til den spiller i NHL der har den bedste plus/minus-statistik i grundspillet. Det officielle navn er Bud Light Plus-Minus Award. 

## NHL Plus-Minus Award vindere
- 2008 – Pavel Datsyuk, Detroit Red Wings
- 2007 – Thomas Vanek, Buffalo Sabres
- 2006 – Wade Redden, Ottawa Senators og Michal Rozsival, New York Rangers
- 2005 – Ikke uddelt pga lockout
- 2004 – Martin St. Louis, Tampa Bay Lightning og Marek Malik, Vancouver Canucks
- 2003 – Peter Forsberg & Milan Hejduk, Colorado Avalanche
- 2002 – Chris Chelios, Detroit Red Wings
- 2001 – Joe Sakic, Colorado Avalanche og Patrik Elias, New Jersey Devils
- 2000 – Chris Pronger, St. Louis Blues
- 1999 – John LeClair, Philadelphia Flyers
- 1998 – Chris Pronger, St. Louis Blues
- 1997 – John LeClair, Philadelphia Flyers
- 1996 – Vladimir Konstantinov, Detroit Red Wings
- 1995 – Ron Francis, Pittsburgh Penguins
- 1994 – Scott Stevens, New Jersey Devils
- 1993 – Mario Lemieux, Pittsburgh Penguins
- 1992 – Paul Ysebaert, Detroit Red Wings
- 1991 – Marty McSorley, Los Angeles Kings, og Theo Fleury, Calgary Flames
- 1990 – Paul Cavallini, St. Louis Blues
- 1989 – Joe Mullen, Calgary Flames
- 1988 – Brad McCrimmon, Calgary Flames
- 1987 – Wayne Gretzky, Edmonton Oilers
- 1986 – Mark Howe, Philadelphia Flyers
- 1985 – Wayne Gretzky, Edmonton Oilers
- 1984 – Wayne Gretzky, Edmonton Oilers
- 1983 – Charlie Huddy, Edmonton Oilers

## Bedste Plus/Minus (før prisen blev uddelt)
- 1982 – Wayne Gretzky, Edmonton Oilers
- 1981 – Brian Engblom, Montreal Canadiens
- 1980 – Jim Schoenfeld, Buffalo Sabres, og Jim Watson, Philadelphia Flyers
- 1979 – Bryan Trottier, New York Islanders
- 1978 – Guy Lafleur, Montreal Canadiens
- 1977 – Larry Robinson, Montreal Canadiens
- 1976 – Bobby Clarke, Philadelphia Flyers
- 1975 – Bobby Orr, Boston Bruins
- 1974 – Bobby Orr, Boston Bruins
- 1973 – Jacques Laperriere, Montreal Canadiens
- 1972 – Bobby Orr, Boston Bruins
- 1971 – Bobby Orr, Boston Bruins
- 1970 – Bobby Orr, Boston Bruins
- 1969 – Bobby Orr, Boston Bruins
- 1968 – Dallas Smith, Boston Bruins

## Navneoversigt
Prisen har haft følgende navne:
- 1982-83 til 1987-88: Emery Edge Award
- 1988-89 (Ingen officiel pris)
- 1989-90 til 1995-96: Alka-Seltzer Plus Award
- 1996-97 til 1997-98: Bud Ice Plus-Minus Award
- 1998-99 til nu: Bud Light Plus-Minus Award